# Julius Manger von Kirchsberg
Julius Manger von Kirchsberg (německy Julius Johannes Manger Ritter von Kirchsberg) (5. května 1817 Lipnik – 11. ledna 1887 Vídeň) byl rakousko-uherský generál. Od mládí sloužil v rakouské armádě a zúčastnil se několika válečných tažení. Řadu let byl vysokým důstojníkem generálního štábu, v závěru kariéry byl velitelem divize v Haliči a v roce 1872 dosáhl hodnosti polního podmaršála. 

## Biografie

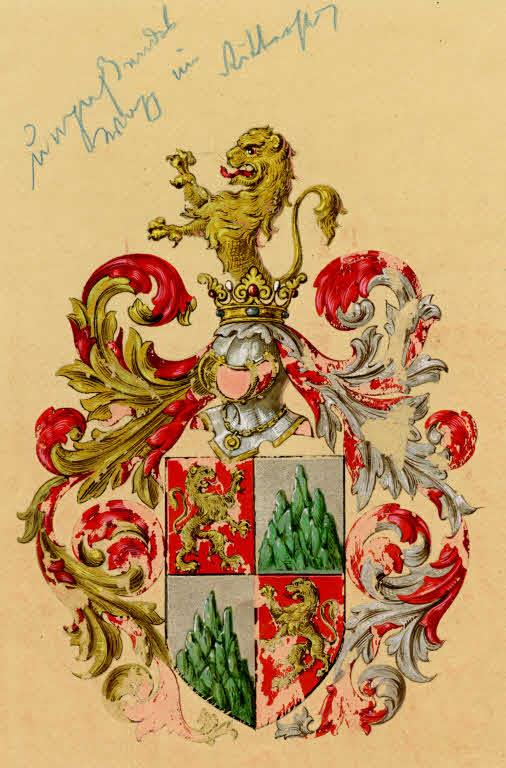
Erb Julia Mangera von Kirchsberg (1883)

Pocházel z rodiny s vojenskou tradicí původem z Irska, narodil se jako třetí syn plukovníka Franze Mangera (1778–1836). Od mládí sloužil v armádě, začínal jako nižší důstojník u 21. pěšího pluku v Itálii, později byl jako nadporučík štábním důstojníkem u velitelství v Miláně. V roce 1845 byl jako důstojník generálního štábu přeložen do Vídně. V revolučních letech 1848–1849 se zúčastnil bojů v Itálii a poté byl v hodnosti kapitána přidělen k 3. armádě. Jako major byl v letech 1850–1851 a 1852–1854 šéfem štábu 10. armádního sboru v Uhrách a poté v letech 1854–1855 šéfem štábu 1. armádního sboru v Praze. Poté byl štábním důstojníkem 2. armády ve Veroně, následně se podílel na mapovém zpracování Valašska a od roku 1858 byl v hodnosti plukovníka přednostou kartografického oddělení na generálním štábu ve Vídni. Působil mimo jiné jako pedagog na Tereziánské vojenské akademii ve Vídeňském Novém Městě.
Za prusko-rakouské války byl jako velitel brigády zařazen k 3. armádnímu sboru arcivévody Arnošta a bojoval v bitvě u Hradce Králové. Po válce byl k datu 27. července 1866 povýšen do hodnosti generálmajora a poté byl brigádním velitelem v Trentu. Několik let strávil jako velitel brigády v Olomouci (1868–1872) a na začátku roku 1872 byl jmenován velitelem 30. pěší divize v Krakově. K datu 1. května 1872 byl povýšen do hodnosti polního podmaršála a nakonec byl divizním velitelem ve Lvově. K datu 1. června 1874 byl penzionován.

## Tituly a ocenění
Rodině od roku 1810 náležel šlechtický titul s predikátem Edler von Kirchsberg. Julius byl nositelem Řádu železné koruny III. třídy a Vojenského záslužného kříže s válečnou dekorací. V Itálii byl jmenován velkodůstojníkem Řádu sv. Mořice a Lazara. Po ukončení aktivní kariéry mu byl dne 17. prosince 1883 udělen šlechtický titul rytíře (Manger Ritter von Kirchsberg).

## Rodina
V roce 1851 se Vídeňském Novém Městě oženil s Ernestine Skorpilovou. Z manželství se narodily dvě děti, syn Siegfried (1854) vystudoval práva, působil ve státní správě a dosáhl titulu dvorního rady. Dcera Ernestine (1857–1924) proslula jako malířka. Oba sourozenci za první světové války vzhledem k válečnému stavu s Velkou Británií rezignovali na původní irské rodové příjmení Manger a na základě císařského diplomu z roku 1916 jim bylo umožněno nadále užívat jen jméno von Kirchsberg.
Julius měl tři bratry, kteří také sloužili v armádě. Nejstarší Franz Josef byl v hodnosti majora dlouholetým městským velitelem v Zadaru, další bratr Karl (1808–1897) bojoval v několika válkách a svou kariéru zakončil v hodnosti generálmajora. Nejmladší Alexander (1818–1852) byl kapitánem u 58. pěšího pluku. Jejich sestra Rosalie (1812–1888) byla manželkou polního podmaršála Franze Froschmayera von Scheibenhof (1810–1888).